# Mario Sixtus

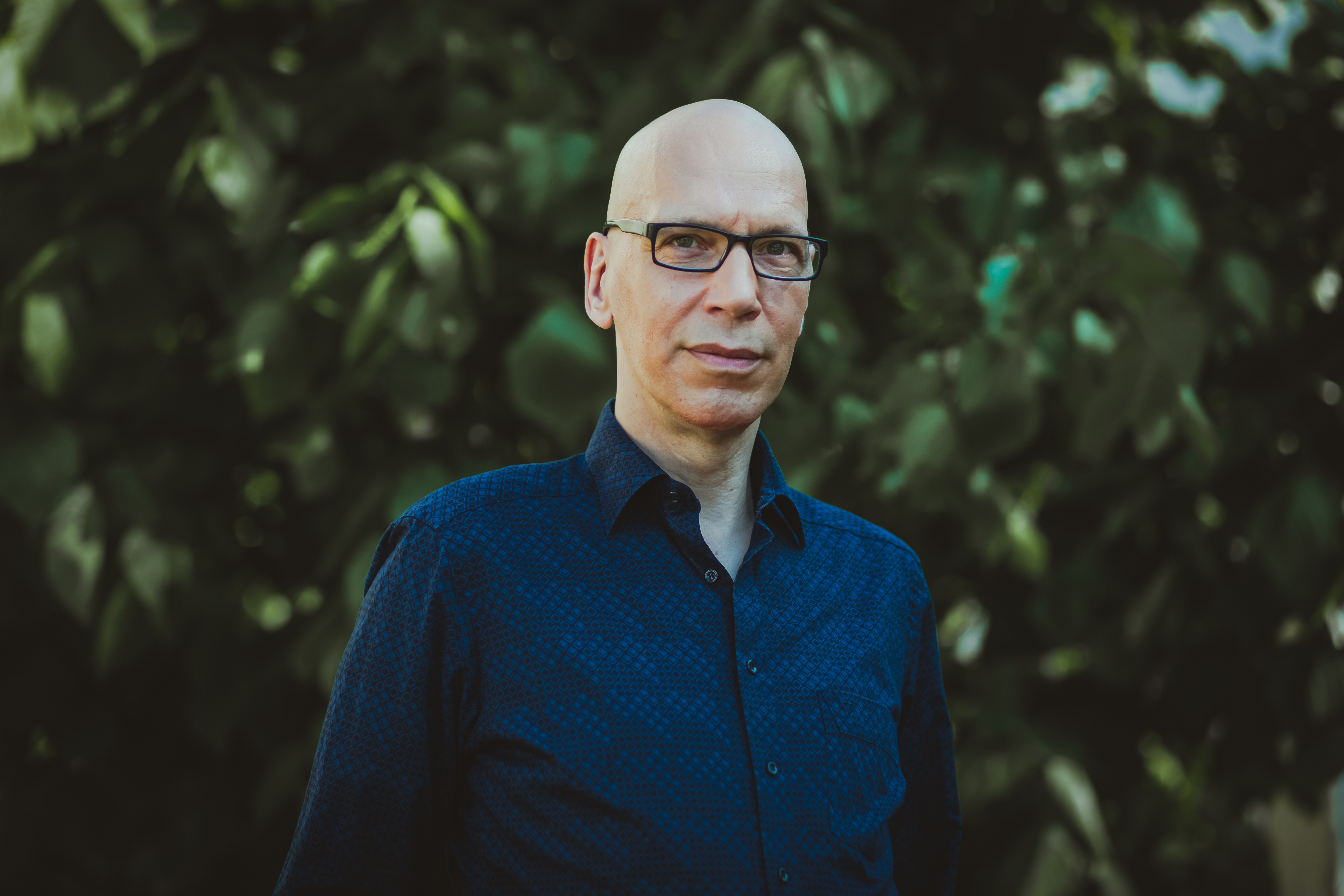
Mario Sixtus (2018)

Mario Sixtus (* 6. März 1965 in Ratingen) ist ein deutscher Publizist, Drehbuchautor, Filmemacher und Journalist.

## Leben und Wirken
Nachdem er das Theodor-Heuss-Gymnasium in Ratingen vor dem Abitur verlassen hatte, spielte Sixtus ab Anfang der 1980er Jahre als Bassist in New-Wave- und Punk-Bands (Chim Chim Cheree, Panic in Slumberland). In den 1990er Jahren produzierte Sixtus unter dem Pseudonym Zadoc mehrere Singles und Alben mit dem Darkwave/EBM-Projekt Tilt!. Ab Mitte der 1990er Jahre arbeitete Sixtus als freiberuflicher Programmierer und Web-Designer. Als Journalist schrieb er für das Magazin De:Bug sowie für Zeitungen und Online-Medien, unter anderem in der Zeit, im Focus, der Frankfurter Allgemeinen Sonntagszeitung, im Handelsblatt, bei brand eins, Neon sowie in den Fachzeitschriften c’t und Technology Review. Sixtus lebt in Berlin-Prenzlauer Berg und Hongkong. Schwerpunkte seiner Arbeit sind aktuelle Entwicklungen in Internet, Netzkultur und Netzpolitik.
Sixtus ist Mitgründer der European Web Video Academy und war 2011 und 2012 Jury-Vorsitzender des Deutschen Webvideopreises. 2011 gehörte er zu den Gründungsmitgliedern des der SPD nahestehenden netzpolitischen Vereins D64 – Zentrum für Digitalen Fortschritt, verließ ihn jedoch nach einigen Monaten wieder. Sixtus ist im Berliner Verein Cyborgs e.V – Gesellschaft zur Förderung und kritischen Begleitung der Verschmelzung von Mensch und Technik sowie im Journalistenverband Freischreiber.

### Fernsehen
Von November 2008 bis Juli 2016 moderierte Mario Sixtus insgesamt 155 Folgen des TV-Magazins Elektrischer Reporter auf ZDFinfo, das sich mit Themen rund um den digitalen Wandel der Gesellschaft beschäftigte. Dieses Magazin ging aus einer Webvideo-Reihe hervor, die Sixtus zwischen September 2006 und September 2008 für die Verlagsgruppe Handelsblatt produzierte. Für die Reihe erhielt Sixtus 2007 den Grimme Online Award, den LeadAward in Silber sowie den Podcast Award für den inhaltlich besten kommerziellen Podcast. Von Februar 2009 bis August 2010 war Mario Sixtus gemeinsam mit Sascha Lobo in der Glosse Sixtus vs. Lobo in der Computersendung neues auf 3sat zu sehen. Im Februar 2016 wurde im ZDF Sixtus’ Mockumentary Operation Naked über gesellschaftliche Auswirkungen von Datenbrillen mit Gesichtserkennungs-Funktion ausgestrahlt. ZDF-Moderatoren wie Dunja Hayali, Jan Böhmermann und Markus Lanz sprechen in den Studios ihrer Sendungen mit Schauspielern über die Effekte einer Datenbrille. Arte strahlte im Februar 2016 Sixtus’ Dokumentarfilm Ich weiß, wer Du bist über Smartglasses und Gesichtserkennung aus und ZDFinfo im Dezember 2016 Game of Drones über die zivilen Einsatzmöglichkeiten (teil-)autonomer Quadrocopter. Im Juli 2017 zeigte ZDFinfo seinen Dokumentarfilm Im Netz der Lügen, der sich mit Falschmeldungen und Hetze im Internet beschäftigt. 2018 schrieb Sixtus das Drehbuch für den Kriminalfilm Ins Gesicht geschrieben der ZDF-Filmreihe Wilsberg über eine fiktive Smartphone-App, die mit Hilfe automatischer Gesichtserkennung Informationen über Personen findet. Im November 2021 zeigte das ZDF den Spielfilm Hyperland von Sixtus, der sich mit dem Thema Sozialkredit-System beschäftigt. Er wurde im Rahmen der Sendereihe Das kleine Fernsehspiel ausgestrahlt. Hyperland hatte im Oktober 2021 Premiere auf den 55. Internationalen Hofer Filmtagen und wurde 2022 für den 58. Grimmepreis in der Kategorie „Fiktion“ nominiert.

### Blogs
Sixtus betreibt ein eigenes Blog. 2010 initiierte Sixtus das Blogprojekt WirHabenKeineAngst.de bei Tumblr, mit dem sich Internetnutzer gegen Angst vor Terrorismus und damit verbundene verschärfte Sicherheitspolitik wenden können. 2010 wandte sich Sixtus in mehreren Artikeln gegen die Einführung eines so genannten Leistungsschutzrechts für Presseverleger. Sein zuerst im Magazin DeBug veröffentlichter offener Brief an die Zeitungsverleger wurde nach einer erfolgreichen Crowdfunding-Kampagne mit dem Motto „Sixtus statt Böller“ als ganzseitige Anzeige in den Fachzeitschriften Kontakter und Kress Report veröffentlicht und von Deutschlandradio Wissen als Audioversion produziert. Der Axel-Springer-Manager Christoph Keese, einer der Initiatoren der Gesetzeskampagne für ein Leistungsschutzrecht, schaltete im Jahr 2011 Anzeigen auf Google, die bei der Sucheingabe von „Mario Sixtus“ angezeigt wurden und für Keeses politische Position warben. Der Medienjournalist Stefan Niggemeier machte diese unübliche Praxis im September 2011 publik. Ein Zitat aus Sixtus’ Brief wurde von Google für eine Kampagne gegen das Leistungsschutzrecht verwendet.

### Buch
Im Oktober 2019 veröffentlichte Sixtus das Sachbuch Warum an die Zukunft denken?, in dem er sich aus unterschiedlichen Perspektiven mit der Frage beschäftigt, warum Menschen Schwierigkeiten beim Umgang mit der Zukunft haben.

### Soziale Medien
Sixtus war von 2007 bis 2023 auf Twitter aktiv. Dort erregte er insbesondere mit Kritik am Springer-Konzern sowie an der Bundeswehr mediale Aufmerksamkeit. 2019 rief er als Reaktion auf verschiedene Tweets des Welt-Bloggers Don Alphonso dazu auf, Mitarbeiter des Springer-Verlags sozial auszugrenzen. Dafür wurde er in der FAZ und in der Welt kritisiert. 2020 verfasste er als Reaktion auf die Möglichkeit für Soldaten der Bundeswehr, in Uniform kostenlos die Deutsche Bahn zu benutzen, den Tweet „Was für Flüssigkeiten muss man eigentlich konsumiert haben, um auf die Idee zu kommen, dass in gnadenlos überfüllten ICEs die zusätzliche Anwesenheit von Soldaten mit Feldgepäck für eine höhere Akzeptanz des Soldatenberufs führt und nicht etwa zu kaltem Hass auf alle Tarnanzüge?“. Nachdem Bild den Tweet scharf kritisierte, griffen ihn weitere Boulevardmedien sowie der Deutschlandfunk auf. In einem Blogbeitrag verteidigte Sixtus seine Position. Im März des Jahres forderte er auf Twitter andere User auf, Accounts ohne Follower sofort zu blockieren. Der ehemalige Bild-Chefredakteur Kai Diekmann reagierte auf den Tweet mit der Aufforderung, „Arschlöcher“ direkt zu blockieren, er fange mit Sixtus an. Sixtus sandte Diekmann über seinen Anwalt eine Unterlassungsaufforderung zu. Diekmann erwiderte, Sixtus habe mit dem Schimpfwort selbst verschiedene Personen auf Twitter bezeichnet. Sixtus zog die Aufforderung beim Landgericht Berlin später zurück. Nach der Übernahme und Umbenennung von Twitter durch Elon Musk löschte Sixtus sein Konto.

## Schriften
- Barbaren an der Tastatur. (In: Was für Zeiten. Wiederkehr der Barbaren), Steirische Verlagsgesellschaft, Wien/Graz 2004, ISBN 978-3-900323-75-2.
- Von Blogs, pferdelosen Wagen und Damenunterwäsche. (In: Jahrbuch für Journalisten 2006), Bundeszentrale für politische Bildung, Bonn 2006, ISBN 978-3-9807428-7-0.
- Fernsehen, sei umschlungen! Wie deutsche TV-Sender den Weg ins Internet beschreiten. (In: Jahrbuch Fernsehen 2008), Institut für Medien- und Kommunikationspolitik, Marl/Berlin 2008, ISBN 978-3-9807428-7-0.
- 90. (In: Tausend Tode schreiben), Frohmann-Verlag, Berlin 2016, ISBN 978-3-9807428-7-0.
- Warum an die Zukunft denken? Dudenverlag, Berlin 2019, ISBN 978-3-411-75634-6.
- Klassismus. (In: Vielfalt), Dudenverlag, Berlin 2023, ISBN 978-3-411-75601-8.

## Filmografie
- 2008–2016: Elektrischer Reporter, TV-Magazin, 155 Folgen, leitender Autor und Moderator, ZDFinfo
- 2009–2010: Sixtus vs. Lobo, TV-Glosse, 47 Folgen, Co-Autor und Darsteller, 3sat[9]
- 2010–2012: Uebermorgen.TV, Animationsreihe, 30 Folgen, Drehbuch und Regie, ZDFkultur[42]
- 2016: Operation Naked, Spielfilm/Mockumentary, Drehbuch und Regie, ZDF
- 2016: Ich weiß, wer du bist, Dokumentarfilm, Drehbuch und Regie, Arte
- 2016: Game of Drones, Dokumentarfilm, Drehbuch und Regie, ZDFinfo
- 2017: Im Netz der Lügen, Dokumentarfilm, Drehbuch und Regie, ZDFinfo
- 2019: Wilsberg – Ins Gesicht geschrieben, Spielfilm, Drehbuch, ZDF
- 2021: Wilsberg – Aus heiterem Himmel, Spielfilm, Drehbuch, ZDF
- 2021: Hyperland, Spielfilm, Drehbuch und Regie, ZDF
- 2022: Jenseits der Spree, Serie, Episode: „Wertstoff“, Drehbuch, ZDF
- 2023: Jenseits der Spree, Serie, Episode: „Melanie“, Drehbuch, ZDF
- 2024: Pumpen, Serie, Episode: „Cringe“, Drehbuch, ZDFneo
- 2024: KI: Maschinenträume im Film, Dokumentarfilm, Drehbuch und Regie, Arte
- 2025: China vs. Hollywood – Traumfabrik unter Kontrolle, Dokumentarfilm, Drehbuch und Regie, Arte[43]

## Auszeichnungen und Nominierungen
- 2007: Deutscher Podcast Award für Elektrischer Reporter[44]
- 2007: Lead Award (silber) für Elektrischer Reporter[45]
- 2007: Grimme Online Award der Kategorie „Wissen und Bildung“ für Elektrischer Reporter[46]
- 2008: Auszeichnung der Lead Academy für Elektrischer Reporter
- 2011: Goldener Blogger für das „Blogger-Lebenswerk“[47]
- 2014: Webvideopreis (Nominierung) für Netz der Zukunft (gemeinsam mit Alexander Lehmann)[48]
- 2016: Prix Geneve (Nominierung) für Operation Naked[49]
- 2017: Grimmepreis der Kategorie „Fiktion“ (Nominierung) für Operation Naked[50]
- 2019: Offizielle Auswahl des Filmfestival Cologne: Ins Gesicht geschrieben[51]
- 2021: Offizielle Auswahl der 55. Internationalen Hofer Filmtage: Hyperland[52]
- 2022: Grimmepreis der Kategorie „Fiktion“ (Nominierung) für Hyperland[53]
- 2022: Nominierung von Hyperland für den Fernsehfilmpreis 2022[54]